# 中华人民共和国国务院令

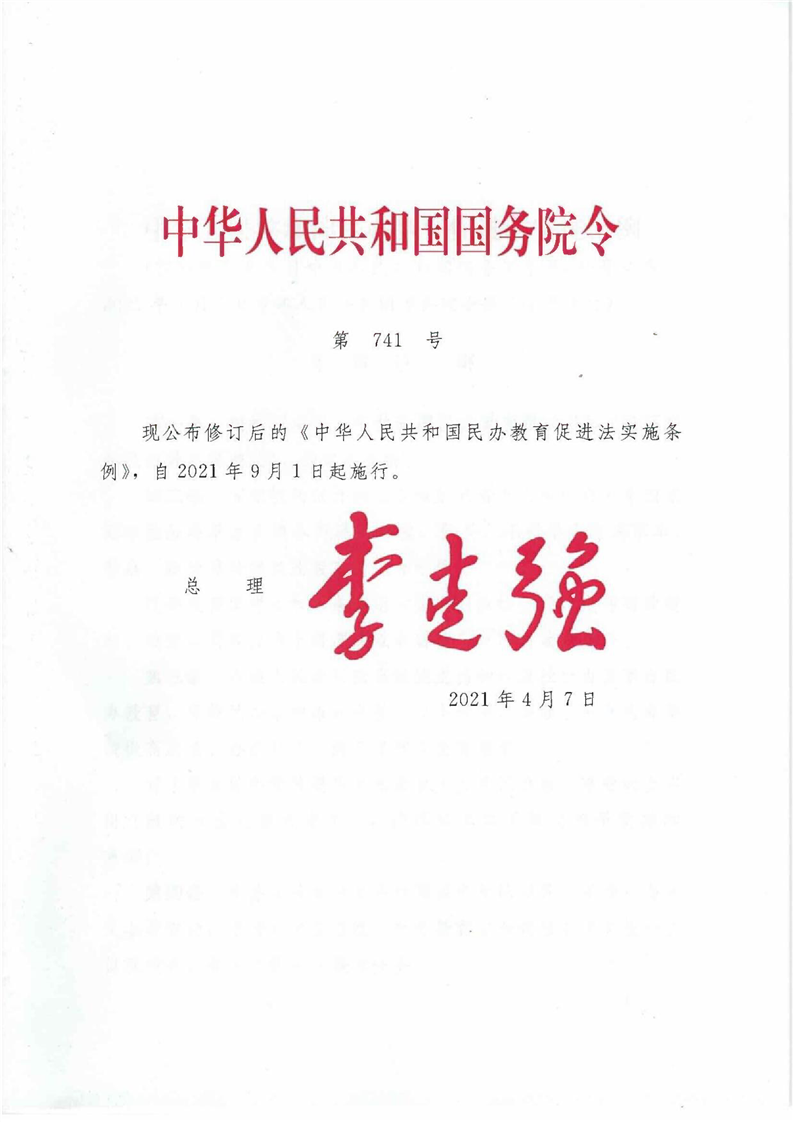
時任国务院总理李克强签署的《中华人民共和国国务院令第741号》

中华人民共和国国务院令，发文字号国令，是中华人民共和国国务院作为中央人民政府的行政命令，必须由时任国务院总理签署。国务院令用来颁布行政法规，任免国务院组成部门的副部长级官员、国务院其他机构的首长、特别行政区行政长官，宣布和解除紧急状态（原为戒严）等。